# Estadio HFC Bank
El Estadio HFC Bank también Estadio ANZ y antes conocido como Estadio Nacional de Fiyi) es un estadio multipropósito localizado en Suva, Fiyi en Oceanía. Se utiliza principalmente para partidos de rugby y fútbol, mientras que el Suva FC, Lami FC y la selección de fútbol de Fiyi lo utilizan para ejercer su localía. 

## Historia
Originalmente llamado Buckhurst Park, el estadio se construyó en 1951 sobre dieciséis hectáreas de terreno cedido por William H. B. Buckhurst en 1948.
El estadio fue renovado por primera vez en 1978-1979 para los Sextos Juegos del Pacífico Sur. Las obras comenzaron en abril de 1978 con la demolición de la tribuna, que había perdido su techo durante el huracán Bebe. El estadio fue rebautizado como Estadio Nacional tras su reapertura en 1979.
En 2012 se llevó a cabo una segunda renovación, patrocinada por ANZ Fiji, el mayor banco de Fiyi, con un coste de 17,5 millones de dólares de Fiyi. El estadio se reabrió en marzo de 2013, con un partido de rugby union entre la selección nacional de Fiyi y los Classic All Blacks.
Había sido escogido para ser la sede de la Copa de las Naciones de la OFC 2012, pero en marzo de 2012 se decidió cambiar la sede al Lawson Tama de las Islas Salomón por problemas con la infraestructura.
En junio de 2022, el Consejo de Deportes de Fiyi anunció que el HFC Bank sería el nuevo patrocinador del estadio y que el nuevo nombre sería HFC Bank Stadium.